# Ахмед Халед Тауфік
Ахмед Халед Тауфік Фарраґ (10 червня 1962 — 2 квітня 2018), також відомий як Ахмед Халед Тауфек — єгипетський письменник і лікар, який написав понад 200 книг єгипетською арабською та класичною арабською мовами. Він був першим сучасним автором жахів і наукової фантастики в арабомовному світі, а також першим письменником, який дослідив жанр медичного трилера.
Багато хто вважає Тауфіка одним із найвпливовіших письменників свого часу. Його спадщина вплинула на тисячі арабомовних авторів та авторок.

## Біографія
Тауфік народився 10 червня 1962 року в місті Танта на півночі Єгипту, у 1985 році він закінчив медичний факультет Університету Танта. У 1992 році він приєднався до видавничої компанії Modern Arab Association і наступного року почав писати свою першу серію романів. У січні 1993 року він опублікував першу частину своєї серії жахів/трилерів Ma Waraa Al Tabiaa (араб. ما وراء الطبيعة), що перекладається як «Поза природою» або «Метафізика». Він також писав періодичні статті для журналів і веб-журналів, таких як El Destoor і Rewayty. Його стиль написання сподобався як єгипетській, так і широкій арабомовній аудиторії, завдяки чому він став популярним в Єгипті та на решті Близького Сходу.
У романах Тауфіка зазвичай фігурують усі єгипетські персонажі, а дія відбувається як в Єгипті, так і в усьому світі. Деякі з його героїв є напівавтобіографічними. Тавфік спирається на особистий досвід у їх створенні; шанувальники вважають його своїм «хрещеним батьком» і найближче ототожнюють його з його персонажем Рефаатом Ісмаелем, який знявся в серіалі «Ма Вара Аль Табіаа». Його книга «Утопія» може навіть відображати Єгипет таким, яким він стає, з багатими та бідними та без середнього класу.

## Персонажі

### Рефаат Ісмаель
Рефаат Ісмаель — головний герой серіалу «Ма Вара Аль Табіа». Він лікар на пенсії, який веде життя, наповнене паранормальними подіями. Холостяк із саркастичним ставленням, цей персонаж широко полюбився шанувальникам єгипетських кишенькових романів. 

### Алаа Абдель Азім
Алаа Абдель Азім — головний герой Сафарі. Це молодий єгипетський лікар, який працює на вигадану матір, медичний заклад під назвою Safari, який має філії в африканських країнах. Єдина мета сафарі — полювати на хвороби. Персонаж одружений з Бернадетт Джонс, канадською педіатринею. Цей персонаж дотепний, нервовий, не найкращий лікар, але швидко навчається, якому подобається робити операції.

### Абір Абдель Рахман
Абір Абдель Рахман — головна героїня серіалу Fantazia. Вона проста єгипетська домогосподарка середньої зовнішності, але начитана. Вона виходить заміж за гарного комп'ютерного програміста Шерифа, який винайшов DG-2 (Генератор снів 2), високотехнологічний пристрій, який може матеріалізувати вже існуючі людські знання у снах. З пристроєм Абір має шанс брати участь у будь-якій історії, яку вона знає, і жити з будь-яким персонажем (Суперменом, Бетменом, Адхамом Сабрі).

## Праці
Він почав писати свої оповідання, коли йому було лише десять років, і загалом написав понад 500 книг. Його серіал Fantasia був першим у своєму роді; сюжет, який презентує молоді відомі літературні твори, через інтерактивну презентацію. Фантазія представила своїм читачам широкий спектр тем від Артура Конан Дойля та сикхізму до Федора Достоєвського та мафіозної Коза Ностри. 
Серед інших робіт:
- Арабський переклад роману Чака Паланіка «Бійцівський клуб».[13]
- Утопія розповідає про єгиптян, які живуть у антиутопічному та утопічному суспільстві, розділеному стінами. Це вигаданий, політичний роман, опублікований Merit, перекладений англійською Чіпом Розетті.[7] Були плани зробити це великим фільмом із запланованою датою виходу на 2017 рік;[14] однак проект не був реалізований. Утопія перекладена італійською у 2019 році Барбарою Беніні
- Ель-Сінга (на єгипетському сленгу «Ніж») — єгипетський роман із політичним привкусом, опублікований видавництвом Bloomsbury Qatar Foundation Publishing.[15]
- Just Like Icarus — це вигаданий політичний роман, виданий Dar El Shorouq.[16]
- Ахмад Халед також писав періодичні статті для газети «El Dostoor» в Єгипті.
- Rewayat (єгипетські кишенькові романи)[17]
- Роман Шабіб

## Смерть
Ахмед Халед Тауфік помер 2 квітня 2018 року в лікарні Ель-Демердаш у Каїрі, Єгипет. Того ж дня він переніс операцію з абляції серця, щоб усунути його тривалу аритмію. Повідомляється, що безпосередньою причиною смерті стала зупинка серця через фібриляцію шлуночків, яку він переніс через кілька годин після пробудження після операції.

## Визнання
- У квітні 2018 року єгипетський рок-гурт Cairokee випустив пісню під назвою He's No Longer A Child (араб. ما عاد صغيرا) на основі вірша доктора Тавфіка 1987 року «Коронарні артерії» (араб. شرايين تاجية).[21]
- 10 червня 2019 року, на 57-й день народження Тавфіка, його вшанували Google Doodle.[22]
- 5 листопада 2020 року Netflix випустив Паранормальне явище, шестисерійну адаптацію Ma Waraa Al Tabiaa, яка стала першим оригінальним єгипетським серіалом потокового сервісу.